# Oliver Sachs

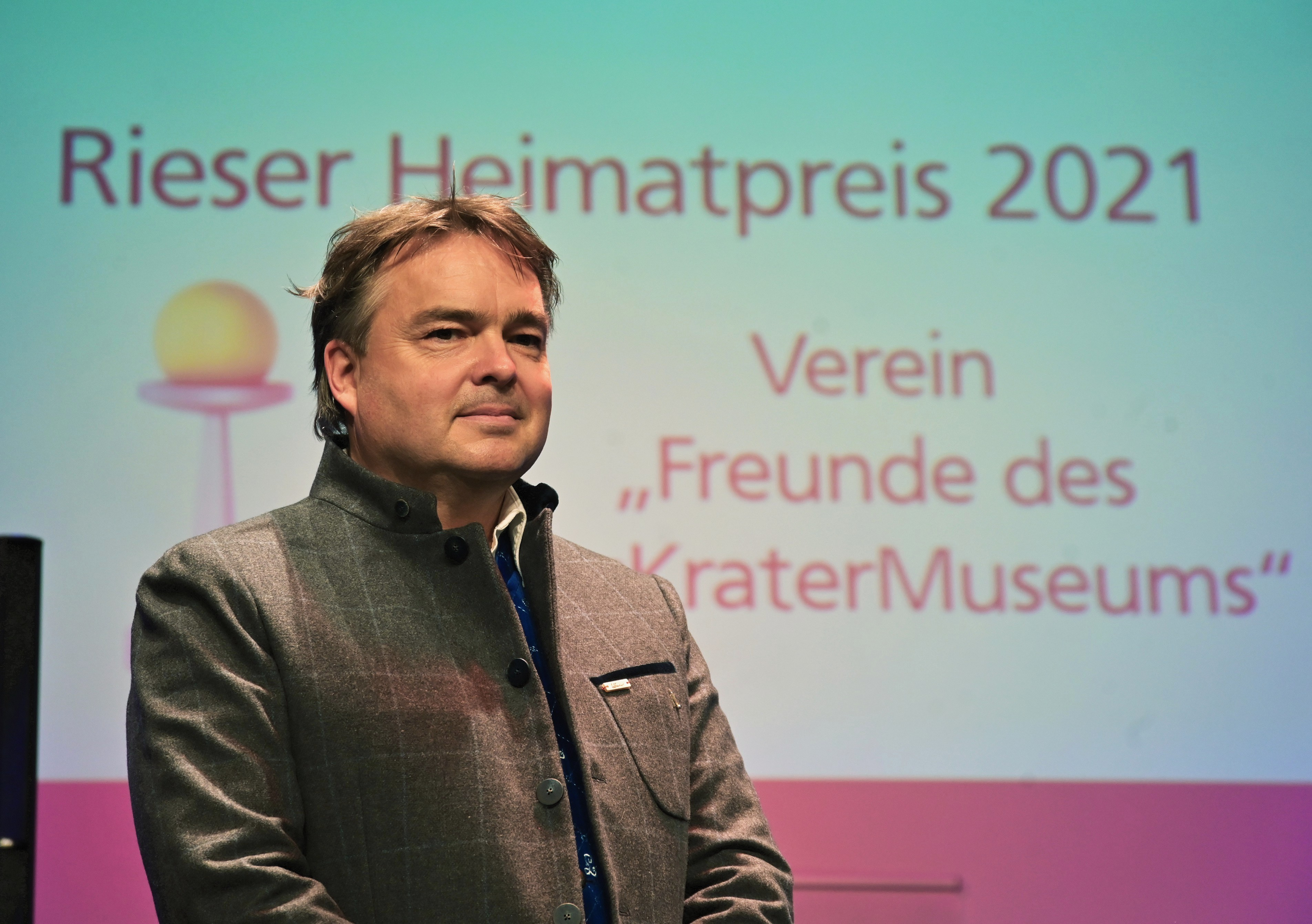
Oliver Sachs bei der Verleihung des „Rieser Heimatpreises 2021“ an den Verein Freunde des RiesKraterMuseums e.V., dessen 1. Vorsitzender er seit 2017 ist.

Oliver Sachs (* 11. Dezember 1970 in München) ist ein deutscher Geologe und Heimatforscher.

## Leben
Sachs wurde als Sohn eines Ingenieurs in München geboren und wuchs in Nördlingen auf. Von 1996 bis 2003 studierte er an der Albert-Ludwigs-Universität Freiburg und der Universität Basel Geologie. Von 2004 bis 2007 promovierte er zum Dr. rer. nat. am Alfred-Wegener-Institut in Bremerhaven und der Universität Bremen., wo er für seine Arbeit den Promotionspreis 2007 der Stiftung Alfred-Wegener-Institut in der Helmholtz-Gemeinschaft erhalten hat. Der Fokus seiner Arbeit war der marine Kohlenstoffkreislauf. Im Rahmen seiner wissenschaftlichen Tätigkeit beteiligte sich Sachs unter anderem am EIFEX-Experiment (European Iron Fertilization Experiment), wobei sein Hauptaugenmerk auf der Quantifizierung des tatsächlich unterhalb des EIFEX-Gebiets exportierten Kohlenstoffs lag. Bis 2009 war er als Geowissenschaftler am Alfred-Wegener-Institut angestellt, im Laufe desselben Jahres wechselte er zu einem Geologiebüro in der Schweiz im Kanton Aargau. Hier betrieb er angewandte geowissenschaftliche Forschungen für das Bundesamt für Energie, die Nationale Genossenschaft für die Lagerung radioaktiver Abfälle sowie Kooperationsprojekte mit der Universität Zürich und der ETH Zürich. Seit 2013 arbeitet er am Deutschen Patent- und Markenamt in München und ist Mitglied der Meteoritical Society. Neben seinen Tätigkeiten entfaltete er eine umfangreiche Forschungs- und Publikationstätigkeit zur geologischen Erforschung des Meteoritenkraters Nördlinger Ries sowie der Erforschung in Deutschland gefallener Meteoriten. Er war 1990 Gründungsmitglied des gemeinnützigen Vereins „Freunde des Rieskrater-Museums e.V.“, dessen 1. Vorsitzender er seit 2017 ist.

## Heimatforschung
Sachs verfasste nebenberuflich eine Reihe von Publikationen zur Geologie des Nördlinger Rieses. Ein Schwerpunkt dieser Arbeiten bildet insbesondere die wissenschaftshistorische Erforschung dieser Region.

## Veröffentlichungen zur Heimatforschung (Auswahl)
- Nachruf für den Träger des Rieser Kulturpreises Prof. Dieter Stöffler: Ein Leben für die Riesforschung. In: Rieser Kulturtage Dokumentation Band XXIII, Nördlingen 2023, S. 599-602, ISBN 978-3-923373-68-0.
- Von der Pionierzeit zur frühen Moderne der geologischen Riesforschung: Die vergessenen Karten des Nördlinger Rieses bis 1870. In: Rieser Kulturtage Dokumentation Band XXIII, Nördlingen 2023, S. 29-96, ISBN 978-3-923373-68-0.
- mit R. Groschopf, A. Etzold, E. Villinger: Nachruf auf Rudolf Hüttner (1928–2021). In: Jahresberichte und Mitteilungen des Oberrheinischen Geologischen Vereins N.F. 104, Stuttgart 2022, S. 369–374, ISSN 0078-2947.
- Geologische Landeskarten des Königreichs von Württemberg und die Zeit der „Württembergischen Commission der geologischen Detailaufnahme“ am Beispiel der beiden Impaktkrater Steinheimer Becken und Nördlinger Ries. In: Jahresberichte und Mitteilungen des Oberrheinischen Geologischen Vereins N.F. 103, Stuttgart 2021, S. 113–152, ISSN 0078-2947.
- mit K. Kroepelin: Ein unterirdischer Gang durch die Megablockzone des Meteoritenkraters Nördlinger Ries: Die beiden Stollen für die Wasserleitung Ederheim – Nördlingen. In: Jahresberichte und Mitteilungen des Oberrheinischen Geologischen Vereins N.F. 103, Stuttgart 2021, S. 153–175, ISSN 0078-2947.
- Einige wiederentdeckte geologische Kartenwerke zum Nördlinger Ries und ihre Beziehung zu den frühesten Entstehungstheorien in der Pionierzeit der Riesforschung vor 1870. In: Jahresberichte und Mitteilungen des Oberrheinischen Geologischen Vereins N.F. 102, Stuttgart 2020, S. 243–282, ISSN 0078-2947.
- mit K. Kroepelin, D. Jung, G. Arp: Ein Rohrgrabenprofil und Bodensondierungen im Bereich des Inneren Ringes südlich von Grosselfingen (Miozän, Nördlinger Ries). In: Jahresberichte und Mitteilungen des Oberrheinischen Geologischen Vereins N.F. 102, Stuttgart 2020, S. 293–312, ISSN 0078-2947.
- Die vergessenen Karten des Nördlinger Rieses: geologische Kartenwerke bis 1880 und ihre Beziehung zu den frühesten Entstehungstheorien. Verlag amh-Geo, Landshut 2019, ISBN 978-3-947953-03-5.
- Die Erforschung und Namensgebung von „Suevit“. In: Jahresberichte und Mitteilungen des Oberrheinischen Geologischen Vereins N.F. 93, Stuttgart 2011, S. 77–88, ISSN 0078-2947.
- Paul Zenetti und die Riesforschung der ersten Hälfte des 20. Jahrhunderts. In: Jahrbuch des Historischen Vereins Dillingen an der Donau 110. Jahrgang, Dillingen an der Donau 2010, S. 121–137, ISSN 0073-2699.
- mit H.-J. Gregor: Geschichte und Bedeutung der Spezialsammlung „Nördlinger Ries“ im Naturhistorischen Museum der Akademie in Dillingen a. d. Donau. In: H.-J. Gregor, G. Moosburger (Hrsg.): 100 Jahre Prof.-Dr. Paul Zenetti – Lehrer am Kgl. Lyzeum in Dillingen – sein Leben, sein Werk und seine Spitzbergen-Fahrt 1910. Sonderband 57, Vierter Teil, Verlag Documenta Naturae, München 2010, ISBN 978-3-86544-557-5.
- Wie der Schwabenstein zu seinem Namen kam. In: W. Rosendahl, M. Schieber (Hrsg.): Der Stein der Schwaben. Natur- und Kulturgeschichte des Suevits. Band 4, Staatsanzeiger-Verlag, Stuttgart 2009, ISBN 978-3-929981-78-0.
- Der Diapir von Peñacerrada (Sierra de Cantabria, Provinz Alava, Nordspanien) – Stratigraphie, Fossilinhalt, Fazies, Tektonik und ein Impaktit-ähnlicher Diamikt vom Südrand des Diapirs. In: Documenta naturae. 147, München 2003, ISSN 0723-8428.
- mit R. Kohring: Erhaltungsbedingungen und Diagenese fossiler Vogeleischalen aus dem Nördlinger Ries (Miozän, MN6). In: Archaeopteryx – Jahreszeitschrift der Freunde des Jura-Museums Eichstätt. Band 15, Eichstätt 1997, S. 73–96, ISSN 0933-288X.

## Preise und Auszeichnungen
- 2007: Promotionspreis 2007 der Stiftung Alfred-Wegener-Institut in der Helmholtz-Gemeinschaft[21]
- 2020: Filmpreis Cannes 2020 für wissenschaftliche Beratung (zusammen mit Dieter Heinlein): Cannes Corporate Media & TV Awards (Kategorie A14), goldener Delfin für „Der Meteoriten Raum“.[22][23][24] Der Kurzfilm entstand im Zuge einer Spendenkampagne zur Sicherung des Stubenberg (Meteorit).[25]